# Nataly von Eschstruth
Nataly von Eschstruth var författarnamnet för den tyska författaren Nataly von Knobersdorff-Brenkenhoff, född 17 maj 1860 och död 1 mars 1939.
Åtskilliga av Eschstruths många romaner har översatts till svenska. De flesta betraktas som ren underhållningslitteratur.

## Svenska översättningar (urval)
- Polskt blod (översättning A. S., Beijer, 1888)
- Älfvadrottningen (översättning Tom Wilson, Looström, 1891)
- Förbjudna frukter: humoristisk berättelse (Verbotenen Früchte) (översättning Mauritz Boheman, Looström, 1892)
- Hur hans höghet hämnades!: humoresker m. m. (översättning Hanna Kamke, Looström, 1897)
- Iris: ett kvinnoöde (översättning Karl Lundin, Looström, 1904)
- Zigenarkärlek (översättning Göte Bjurman, Holmquist, 1912)
- Vid hafsbadet (Das Verlobungsbad) (översättning Ellen Ryding, Nordiska förlaget, 1912)
- Björnarna på Hohen-Esp (översättning Gunnar Örnulf, B. Wahlström, 1913)